# Antíoc (jurista)
Antíoc  (en llatí Antiochus, en grec Ἀντίοχος) va ser un jurista romà que estava al capdavant de la comissió nomenada per compilar el codi de Teodosi. Va tenir els càrrecs de praefectus praetorio i cònsol. Va morir abans del 444, ja que Teodosi II el Jove en parla com una persona morta d'il·lustre memòria.